# Leptospira fainei
Leptospira fainei é uma espécie patogênica de Leptospira, primeira isolada de suínos na Austrália e nomeada para a Universidade de Otago e o microbiologista da Universidade de Monash Dr. Solomon Faine.